# كراسنوبيريكوبسك
كراسنوبيريكوبسك (بالأوكرانية: Краснопереко́пськ، بالروسية: Красноперекопск، بلغة تتار القرم: Yañı Qapu ياني كابو) هي مدينة تقع في شبه جزيرة القرم المتنازع عليها بين روسيا و‌أوكرانيا.
تشهد المنطقة منذ أوائل 2014م أزمة سياسية بعدما قامت القوات المسلحة الروسية ببسط سيطرتها على شبه الجزيرة، وأجرت استفتاء من بعده ضمت شبه الجزيرة إلى قوام روسيا الاتحادية والذي اعتبرته أوكرانيا ومعها المجتمع الدولي احتلال وتعدي على سيادة أوكرانيا ووحدة أراضيها.

## التسمية
تم تسمية المدينة في ذكرى اقتحام الجيش الأحمر لبرزخ بيريكوب في نوفمبر 1920 أثناء الحرب الأهلية الروسية. في 12 مايو 2016، بموجب قرار برلمان أوكرانيا رقم 1352-VIII، تمت إعادة تسمية كراسنوبيريكوبسك باسم ياني كابو (بلغة تتار القرم: Yañı Qapu) وفقًا لمتطلبات قانون «إدانة الأنظمة الشمولية الشيوعية والقومية (النازية) في أوكرانيا وحظرها». القرار يدخل حيز التنفيذ منذ لحظة عودة الأراضي المحتلة مؤقتًا لجمهورية القرم ذات الحكم الذاتي ومدينة سيفاستوبول للولاية القضائية العامة لأوكرانيا.

## الجغرافيا
تقع المدينة في جنوب أوكرانيا على ضفاف بحيرة ستاريه (بالأوكرانية: Старе озеро) شمال مدينة سمفروبل عاصمة جمهورية القرم ذاتية الحكم. تبلغ مساحة المدينة 22،42 كم2 مما يشكل 0,008 % من مساحة الجمهورية.

## التركيبة السكانية
بلغ عدد السكان حسب تعداد عام 2001 م 30902 نسمة منهم:
- الروس - 15736 شخصًا - 51,0 %
- الأوكرانيون - 12631 شخصًا- 40,9 %
- تتار القرم - 928 شخصًا - 3,0 %
- الكوريون - 439 شخصًا - 1,4 %
- البيلاروسيون - 366 شخصًا- 1,2 %
- التتار - 145 شخصًا - 0,5 %
- الأرمن - 80 شخصًا - 0,3 %

## وصلات خارجية
- الموقع الرسمي الروسي لمدينة كراسنوبيريكوبسك